# 薛長興集團
薛長興集團（英語：SHEICO Group，登記名稱：薛長興工業股份有限公司）是總部位於臺灣宜蘭縣的水類運動服飾製造公司，由薛丕拱在1968年創立，初期為雨衣產銷商，全球最大的水類運動防寒衣供應商。
主要產品是潛水衣、潛水鞋，並跨足救生衣、浮水背心等領域，除台灣以外，在越南、泰國、柬埔寨都有設立據點。薛長興集團的客戶包括Rip Curl、Billabong (clothing)、O'Neilll等品牌，集團在2021年的年營收是新台幣140億元，全球潛水衣市佔率達65%。

## 沿革
薛長興集團的前身「長興牌」的創辦人是薛丕拱，薛丕拱生於1920年，自宜蘭高中肄業，18歲時開始擔任教師，因教師薪水不豐，他辭職在羅東擺路邊攤支應家計。宜蘭向來多雨，對雨具有很高的需求，薛丕拱認為有利可圖，便在1968年創立長興牌，購買廢棄超過十年的糖廠土地來使用，藉著生產販售雨衣、雨鞋起家。1978年，薛丕拱的長子薛志誠到德國慕尼黑參展，發現歐洲正在流行衝浪，需要潛水衣、風浪板、手套等設備，前景可期，然而當時亞洲都沒有潛水衣料製造廠，薛長興只好自行研究，之後便退出已被達新牌和三和牌佔據的雨具市場，更名為薛長興工業，在1979年開始製作潛水衣、潛水鞋，主要原料是日本進口的氯丁橡膠，因為關鍵技術不在自家手上，經常讓日本廠商予取予求，薛丕拱的次子薛敏誠便自行投入研發，耗資約新台幣3000萬，過程還發生爆炸，險些讓薛敏誠重傷、斷指，在1986年，他成功研發氯丁橡膠布料，不但不必受制於其他廠商，還大幅降低成本並提升企業營收。後來薛長興的產品逐漸拓展，生產包括潛水、衝浪、泛舟、游泳等水類運動的服裝。
薛長興集團是較早投入南向發展的台灣企業。1988年，薛長興前往泰國設廠，1990年到中國大陸深圳設廠，原先考慮過全面轉移至中國大陸發展，但擔心技術可能遭竊，又不想讓宜蘭同胞失業，便只將下游縫合廠移出，將關鍵技術留在宜蘭，2008年，中國大陸開始實施《勞動合同法》，引發各地罷工潮，薛敏誠發現薛長興的中國大陸籍幹部在廠內策動怠工，便決定逐漸縮小規模，將產能轉移到柬埔寨，並在2015年關閉深圳廠，集團預計在2021年完全撤出中國大陸。
1993年，薛敏誠在國外巡廠，發現彈性纖維的應用很廣、附加價值高，便在1996年啟動第一條彈性纖維生產線，同年，薛丕拱將總經理交給薛敏誠擔任，該年秋季，薛長興宜蘭廠發生火災，讓生產線和設備全毀，員工自主熬夜加班，搭帳棚架設生產線，迅速讓工廠恢復產能，並向薛丕拱表示願意減薪，但薛丕拱不但沒有減薪，反而加發獎金感謝員工。後來薛長興在2006年、2007年、2012年都發生過火災。
2020年，受嚴重特殊傳染性肺炎臺灣疫情影響，薛長興在3月的訂單大幅下滑，員工也工作量不足，薛長興藉此機會開始加裝設備、汰換舊機，改善工作環境，並參與生產防護衣。對此，薛長興集結了一百多位員工參與訓練，兩週後投入生產，在三個半月內交出13萬件防護衣，中華民國總統蔡英文在8月造訪薛長興集團以示感謝。薛敏誠表示，防護衣不會因此成為薛長興集團的主要業務。
從2020年下半開始，疫情開始在歐美掀起一陣戶外運動的旋風。衝浪運動的人氣迅速爬升，也造成了全球防寒衣供不應求的狀況。薛長興受惠於需求增長，在2021年提高了全集團的年營業額至新台幣 140 億。同時也回饋鄉里，捐贈新台幣 6500 萬元在羅東運動公園興建「全齡風雨樂活館」。

## 外部連結
- 薛長興集團